# Túnel de Fehmarn Belt
El 'túnel de Fehmarn Belt és un túnel soterrani que s'està construint per connectar l'illa danesa de Lolland amb l'illa alemanya de Fehmarn, travessant els 18 quilòmetres d'ample de l'Estret de Femern al Bàltic.
Proporcionarà un enllaç directe entre el nord d'Alemanya i Lolland, i des d'allà amb l'illa danesa de Zelanda i Copenhaguen, convertint-se en el túnel de carretera i ferrocarril més llarg del món, potencialment una connexió important entre Europa central i Escandinàvia. Escurçarà el temps de viatge entre Lolland i Fehmarn de 45 minuts amb ferri a 10 minuts amb cotxe i set minuts amb tren. El ferrocarril d'alta velocitat electrificat serà capaç d'arribar a 200 km/h (120 mph).
El cost del projecte es va estimar inicialment en 5.500 milions d'euros. El 2010, quan Dinamarca i Alemanya van signar el tractat per construir el pont, aquest havia augmentat fins als 7.400 milions d'euros. El túnel serà finançat per Dinamarca, que cobrarà un peatge al pas. Alemanya pagarà 800 milions d'euros més per connectar el pas a la seva xarxa d'autopistes.
El túnel substituirà un servei de ferri molt transitat des de Rødby i Puttgarden, actualment operat per Scandlines, una ruta coneguda en alemany com a Vogelfluglinie i en danès com a Fugleflugtslinjen.
Fehmarn està connectat amb el continent alemany pel Fehmarn Sound Bridge, i Lolland està connectat per un túnel i ponts amb Zelanda a través de l'illa de Falster, que al seu torn està connectada amb el continent suec a través del pont d'Øresund. Tot i que també hi ha una connexió fixa entre Zelanda i Alemanya, a través del Gran cinturó, Fionia i Jutlàndia, l'enllaç fix del cinturó de Fehmarn proporcionaria una ruta per carretera i ferrocarril més ràpida i directa des d'Hamburg a Copenhaguen, Suècia i Noruega, que inclou quatre -Autopista de carrils i dues vies de ferrocarril electrificades.
S'espera que el túnel de Fehmarnbelt s'acabi el 2029.

## Història

### Proposta inicial
Des de 1963, l'illa alemanya de Fehmarn està connectada amb el continent a través del Fehmarn Sound Bridge. Des de llavors, la connexió amb l'illa danesa de Lolland s'ha proporcionat mitjançant un servei regular de ferri a través de l'estret. Això va iniciar la discussió sobre un enllaç fix a través de l'estret. A finals de la dècada de 1990 s'havien realitzat estudis de viabilitat per construir un pont. Les idees consistien en un pont amb una autopista de quatre carrils i dues vies de ferrocarril electrificades. Aquesta solució es va considerar durant anys com l'esquema més probable i es van elaborar plans detallats. Originalment, s'esperava que el pont Fehmarn Belt s'hagués completat el 2018.
No obstant això, a finals de 2010, després de més estudis de viabilitat, els planificadors del projecte danesos van declarar que un túnel immers presentaria menys riscos de construcció i costaria aproximadament el mateix.
El pont hauria tingut uns 20 quilòmetres de llarg. Els quatre pilars de la subestructura del pont haurien estat probablement d'uns 280 metres d'alçada, amb una distància vertical d'uns 65 metres sobre el nivell del mar, permetent que els vaixells oceànics passessin per sota. El disseny dels enllaços del pont l'estava realitzant l'empresa Dissing+Weitling pel que fa a les seves característiques estètiques i les empreses COWI i Obermeyer pels seus aspectes d'enginyeria civil. El disseny proposat hauria portat quatre carrils d'autopista i dues vies de ferrocarril.

### Solució de túnel
Tot i que originàriament es va concebre com un pont, Femern A/S (l'empresa estatal danesa encarregada de dissenyar i planificar l'enllaç) va anunciar el desembre de 2010 que era preferible un túnel, i la idea del túnel va rebre el suport d'una gran majoria del Parlament danès el gener de 2011. El 2012, per tant, la data de finalització s'havia avançat fins al 2021, i el 2014 es va estimar que seria el 2024, i després el 2015, es va retardar encara més fins al 2028. El 2020, es va endarrerir fins al 2029.
El febrer de 2015, el projecte de llei per a la construcció es va presentar al parlament danès i el govern danès va presentar una sol·licitud en subvencions de la UE, amb el suport d'Alemanya i Suècia. El juny de 2015, la Comissió Europea va atorgar 589 milions d'euros de finançament de la UE a Dinamarca en el marc del seu mecanisme Connecting Europe Facility (CEF), que va permetre que el projecte del túnel continués endavant. El març de 2017, l'empresa explotadora va anunciar la inscripció de subcontractistes per al projecte.
El 13 de desembre de 2018, el Tribunal Europeu va donar la decisió a Scandlines en el cas T-630/15 sobre ajuts estatals.
La comissió ha reclamat el 28 de setembre de 2018 que no hi ha hagut cap ajut il·legal. En aquest sentit, s'ha interposat l'acció judicial el gener de 2019, expedient número T-7/19.

## Projecte
Aquest projecte és comparable en grandària a la del pont de l'Øresund o del pont del Gran Belt. Segons un informe publicat el 30 de novembre de 2010 per Femern A/S (una filial de la propietat estatal danesa Sund & Bælt Holding A/S), l'empresa encarregada de dissenyar i planificar l'enllaç entre Dinamarca i Alemanya, s'ha determinat l'alineació de l'enllaç i s'ubicarà en un corredor que va a l'est dels ports de ferri de Puttgarden i Rødbyhavn.
L'enllaç fix Fehmarn Belt i la seva doble via escurçarà el viatge en tren d'⁣Hamburg a Copenhaguen de quatre hores i 40 minuts a dues hores i 30 minuts. Segons els plans actuals, hi haurà un tren de viatgers i dos de mercaderies en cada sentit per hora. L'autopista entre Copenhaguen i Hamburg ja és una autopista tret de 25 quilòmetres a Alemanya que és una carretera ràpida de dos carrils. L'estret pont de so de Fehmarn serà substituït per un nou túnel de so de Fehmarn amb una autopista de quatre carrils i un ferrocarril de doble via.

## Disseny
El túnel constarà de 79 elements estàndard amb una longitud de 217 metres en un disseny similar a la rasa de Drogden, amb dos tubs de carretera, un tub d'emergència i dos tubs de ferrocarril. Addicionalment, hi haurà 10 elements de servei amb una longitud de 85,7 metres però tant més amples com més alts amb un subsòl (soterrani) per allotjar equipament tècnic.

### Finançament
Quan el Folketing danès (parlament) va ratificar el projecte el març de 2009, el seu cost es va estimar en 42.000 milions de DKK (5.000 milions d'euros). Aquest cost inclou 15.000 € milions per a altres millores com l'electrificació i la millora de 160 quilòmetres de ferrocarril de via única a via doble al costat danès. L'any 2011 es va incrementar fins a un total de 5.500 milions d'euros (a preus del 2008). A més, hi haurà un cost d'almenys 1.000 milions d'euros per a la connexió ferroviària alemanya que serà pagat pel govern alemany.
L'enllaç fix Fehmarn Belt es finançarà amb préstecs garantits per l'estat, que es pagaran amb els peatges de carreteres i trens. Dinamarca serà l'única responsable de garantir el finançament del projecte amb un cost estimat de 35.000 milions de corones (4.700 milions d'euros) i la participació alemanya es limitarà al desenvolupament de les instal·lacions terrestres del costat alemany.
La Unió Europea ha designat aquest projecte com un dels 30 projectes prioritaris d'infraestructures de transport (TEN-T). S'ha compromès a una subvenció d'entre 600 i 1.200 milions d'euros. Es preveu que el projecte tingui una taxa de rendibilitat del 5% per a Europa. Les estimacions de construcció van cobrir el període des de l'1 d'abril de 1998 fins al 2021.